# Камешная
Камешная — опустевшая деревня в Коношском районе Архангельской области. Входит в состав Ерцевского сельского поселения.

## География
Находится в юго-западной части Архангельской области на расстоянии приблизительно 57 км на запад-юго-запад по прямой от административного центра района поселка Коноша на правом берегу речки Ковжа.

## История
В 1905 году здесь (деревня Кирилловского уезда Новгородской губернии) был учтен 21 двор.

## Население
Численность населения: 163 человека (1905 год), 0 как в 2002 году, так и в 2010.